# Ashi sabaki
Ashi sabaki (足さばき, trabalho com os pés), ou unsoku (運足), é técnica empregada por um estudande de algumas artes marciais japonesas para promover seu deslocamento pelo ambiente, é a forma como movimenta seus pés e pernas, de modo a potencializar a energia de seus golpes. Idealmente, um budoca jamais deveria perder o contacto com o chão, pois é exatamente da energia dessa ligação que se extrai a força suficiente para aplicar um golpe, com as mãos ou pés.
Teoricamente, dever-se-ia aproveitar a própria energia do planeta Terra em seu esforço. Tal aptidão devsenvolve-se somente com o treinamento dedicado, mas ao tornar-se um expert, o praticante gasta pouca energia própria e tende a conduzir a força contrária em benefício próprio.

## Características
O deslocamento deve ser feito de maneira suave mas precisa e firme, sem intuito de volta ou reticente. Porque o deslocamento se dá de molde firme, a postura não se altera, os pés devem trabalhar para dar sustentação ao corpo e não o contrário. Em verdade, o corpo inteiro se movimenta.
Idealmente, o deslocamento serve também para ocultar a verdadeira técnica aplicada num ataque.
No caratê as técnicas de movimentação são consideradas operacionais, isto é, seu escopo é fazer com que o carateca obtenha a distância adequada, para no exato momento poder aplicar um golpe com máxima eficiência e, simultanemente, evitar um contra-ataque.

## Classificação
As técnicas de ashi sabaki são classificadas conforme o movimento executado, sua direção e sentido.

### Ashi fumikae
Ashi fumigae (足踏み替え), ou Ashigae (足替え) refere-se à mudança de posicionamento dos pés sem que haja deslocamento em si.

### Ayumi ashi
Ayumi ashi (歩み足) trata-se de um deslocamento completo, passando uma perna pela outra. No ensejo, não se deve confundir com ayumi dashi, que é uma postura.

### Chakuchi ashi
Chakuchi ashi (着地足), passo furtado.

### Hiraki ashi
Hiraki ashi (平き足) é o deslocamento feito com a perna da frente avançando obliquamente e a de trás a segue.
- Hiraki yose ashi (平き上背足)
- Hiraki kosa ashi (平き交叉足)

### Irimi ashi
Irimi ashi (入り身 足) é feito entrando num posição e girando em torno de ambos os pés para virar até 180°.

### Mawari ashi
Mawari ashi (廻り足) é o deslocamento feito em rotação.

### Okuri ashi
Okuri ashi (送り足) é o deslocamento feito com a perna da frente deslocando-se e a de trás, logo depois, a segue.

### Sashi ashi
Sashi ashi (差し足) é o cruzamento das pernas, isto é, o passo se dá colocando-se as pernas cruzadas, em forma de X, e ligeiramente genuflexionadas. A técnica, no caratê, está presente no kata naihanchi.

### Suri ashi
Suri ashi (摺り足) é a forma natural de deslocamento, que é feita mantendo-se sempre os pés em contacto com o solo, apenas deslizando-se-os. Nalguns estilos, significa deslocamento curto.

### Tenkan ashi
Tenkan ashi (転換足) executa-se com a rotação do corpo sem deslocamento, tendo o tanden como centro. Um movimento pivotado.

### Tobi ashi
Tobi ashi (飛び足) é feito com salto. No caratê, o primeiro contacto que se tem com a técnica é no kata Pinan godan.

### Tsugi ashi
Tsugi ashi (次足) forma de movimentação na qual o pé de trás avança, parando antes de passar pelo pé dianteiro. O movimento é feito com emprego simultâneo das duas pernas, a da frente planta-se firme enquanto a traseira é ligeiramente impulsionada por uma contracção do músculo da panturrilha. A cintura e o hara são fundamentais na técnica, servindo de completo lastro ao corpo da pessoa.

### Yori ashi
Yori ashi (寄り足) é o deslocamento com os dois pés simultaneamente. Nalguns estilos, quer significar antinomia de suri ashi a designar um deslocamento longo.
A técnica de per se é feita aplicando-se a força de atrito em koshi na perna traseira, distendendo-a por completo. A perna traseira, brevemente perra, empurra o corpo para frente enquanto a perna frontal desliza e se planta. O tronco deve permanecer estáve e ereto, no fim de não perder o equilíbrio e não denunciar a verdadeira técnica, defensiva ou ofensiva.
Os músculos empregados no movimento são os da planta do pé e tornozelo, quadríceps, glúteos, região lombar e oblíquos.